# Kung Ranes hög

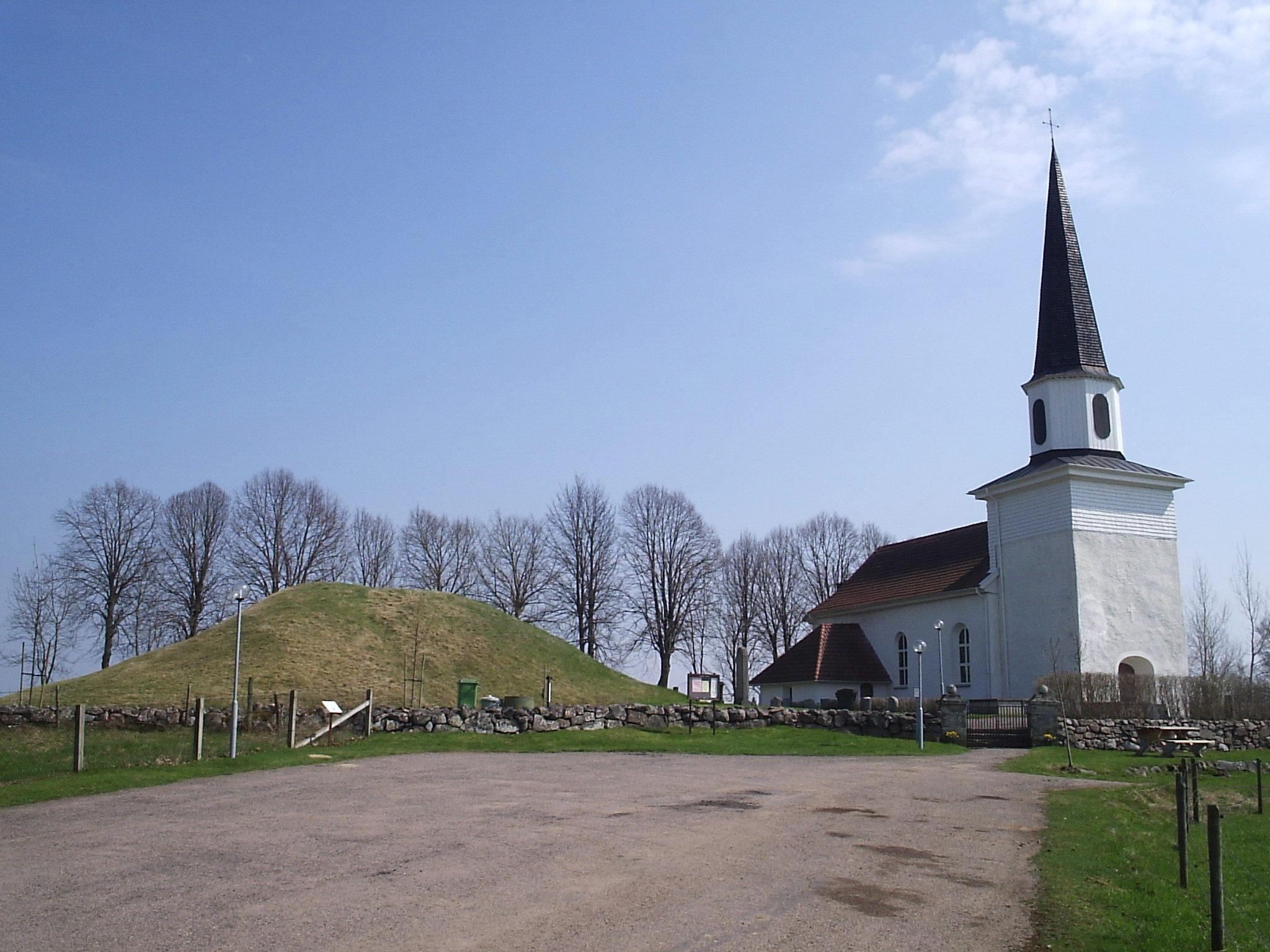
Kung Ranes hög neben der Kirche von Flistad

Kung Ranes hög ist ein prähistorischer Hügel neben der Kirche von Flistad, etwa 20 km nördlich von Skövde in Västergötland in Schweden.
Der etwa fünf Meter hohe Hügel hat etwa 25 m Durchmesser mit einer Oberfläche, die im Norden und Osten uneben ist. Die Kuppe ist flach und hat fünf Meter Durchmesser. Auf ihr stand früher ein Baum, von dem nur noch ein Stumpf übrig ist.
Es wird gesagt, dass ein König namens Rane im Hügel begraben ist. Gab es je „Odins Land“, wie es die Skalden Brage Broddarsson und Snorri Sturluson schrieben, so muss es zwischen Vänern und Vättern gelegen haben. Hier befindet sich die Schiffssetzung von Askeberga (auch Ranes Stenar; genannt – Rane war in der Region einer der Beinamen Odins).
Großhügel mit einem Durchmesser von mehr als 30 Metern heißen in Schweden oft Kungshögen (deutsch „Königshügel“ – Sättuna Kungshög; Kungshögen Nysäter und Högsäter und die Kungshögarna von Malmö-Oxie). Sie sind vorzugsweise um den Mälaren anzutreffen. Die Großhügel stammen oft aus der jüngeren Eisenzeit. Einige der größten sind: Anundshög in Västmanland, Grönehög in Bohuslän, Högom in Medelpad, Inglinge hög in Småland, Ledbergs kulle in Östergötland, Skalunda hög in Västergötland, Ströbo hög in Västmanland und die drei Hügel in Alt-Uppsala in Uppland. 
In der Nähe liegt die Kirche von Götlunda.